# Тюряев, Шамиль Иванович
Шамиль Иванович Тюряев (Абдуллаев) (род. 19 мая 1996) — российский самбист, чемпион России по самбо (2024), победитель (2021) и бронзовый призёр (2020) розыгрышей Кубка России, чемпион России и мира по пляжному самбо 2023 года, мастер спорта России по самбо. Выступает в весовой категории до 71 кг. Представлял спортивные клубы «Ходори» и Самбо-70.
Начал заниматься самбо в Лобне под руководством Ю. С. Амбарцумова. Затем занимался вольной борьбой в ЦСКА (Москва), после чего вновь вернулся к самбо. Впоследствии наставниками Тюряева были Андрей Ходырев, А. С. Некрасова и Павел Фунтиков.
До 2018 года выступал под фамилией Абдуллаев.

## Внутрироссийские соревнования
- Кубок России по самбо 2020 — ;
- Кубок России по самбо 2021 — ;
- Кубок России по самбо 2023 — ;
- Чемпионат России по пляжному самбо 2023 — ;
- Чемпионат России по самбо 2024 — ;